# Rourea fulgens
Rourea fulgens är en tvåhjärtbladig växtart som beskrevs av Nathaniel Wallich och Jules Émile Planchon. Rourea fulgens ingår i släktet Rourea och familjen Connaraceae. Inga underarter finns listade i Catalogue of Life.